# Las Salinas (Viña del Mar)
Las Salinas es un barrio del sector norte de la ciudad de Viña del Mar, ubicado en el borde costero entre Reñaca y la Población Vergara. Debe su nombre a un proyecto de crear, a principios del siglo xx, una fábrica para la extracción de sal en el sector, que finalmente no prosperó.
El barrio comenzó su desarrollo con un marcado perfil industrial, debido a la llegada en 1915 de las primeras operaciones petroleras, ya que se instalaron en el lugar diversas instalaciones de almacenamiento de combustibles y petroquímicos. Desde 1929 la Armada de Chile construyó en el sector sus escuelas de especialidades, y en 1943 la Población Naval Almirante Allard, de carácter residencial. En cuanto al desarrollo turístico, en 1929 fueron inauguradas las instalaciones del balneario y en 1947 se inauguró la avenida Jorge Montt en el borde costero, que fue totalmente renovado a principios del siglo xxi con la creación de un paseo y parque desde el final de la avenida San Martín, entregado por etapas.
En el año 2001, dado la expansión urbana de la ciudad y en acuerdo con la Municipalidad de Viña del Mar, se decidió el cese de las actividades petroleras en Las Salinas, y su posterior recuperación para crear un desarrollo urbano en el terreno.
Entre los años 2001 y 2014 se realizó una primera etapa de saneamiento del terreno, que consistió en la remoción de las estructuras soterradas (estanques, tuberías, etc.), y la extracción y reemplazo del primer metro de suelo de todo el terreno. Para una segunda etapa de saneamiento, que permita dejar el sitio sin riesgo para que las personas puedan trabajar, transitar y vivir allí, en el año 2018 se presentó el Estudio de Impacto Ambiental (EIA) Proyecto de Saneamiento del Terreno Las Salinas que propone ejecutar el saneamiento definitivo mediante la técnica de biorremediación.
En septiembre de 2022 fue aprobada la Resolución de Calificación Ambiental que permite el saneamiento del terreno, la que fue ratificada por el Comité de Ministros, que además indicó que la empresa deberá mejorar su sitio web y generar canales informativos para la comunidad con un lenguaje claro y simple, esto con el fin de que los vecinos de la ciudad puedan comprender fácilmente el trabajo que se realizará en el sector. Los trabajos comenzaron a ejecutarse el año 2024, con la etapa de instalación de faenas y la fase de construcción, correspondiente a la etapa preparatoria del proyecto de saneamiento, en que se acondiciona el terreno y se instalan infraestructuras necesarias para las actividades de remediación.
Una vez finalizada la remediación definitiva del terreno, en el lugar podrá ser reincorporado a la ciudad, en la forma de un sector de uso mixto que incluye vivienda de mediana altura, para proteger las vistas de las comunidades vecinas; comercio local, servicios, espacios para la cultura y el deporte y un sistema de parques con flora nativa que permitirá unir el cerro con el borde costero de manera atractiva y segura para las personas.